# Gila Bend, Arizona
Gila Bend je gradić u američkoj saveznoj državi Arizona. Prema popisu stanovništva iz 2010. u njemu je živjelo 1,922 stanovnika.